# Stefan Hart de Keating
Stefan Hart de Keating (né le 19 octobre 1971) est un poète mauricien. Il est à l'origine du mouvent slam, en français, à l'île Maurice et dans d'autres îles de l'océan Indien. Éditeur, il publie des œuvres de son lointain cousin, Robert Edward Hart (1891-1954). Il est aussi l'auteur d'une biographie romancée de son grand-oncle Malcolm de Chazal (1901-1981).

## Biographie
Stefan Hart de Keating naît le 19 octobre 1971. En l'espace d'un an, il publie trois livres, dont Page tournée, chez L'Harmattan.